# 方八町
方八町（ほうはっちょう）は、福島県郡山市に所在する町丁である。郵便番号は963-8811。

## 地理
郡山市役所本庁所管地域である市街中心部に属する。北で谷島町、東で芳賀、南で松木町、西でJR鉄道用地に残された旧来の字（晴門田、兵庫田、達中場、燧田）を挟み本町、駅前とそれぞれ隣接する。郡山駅東口正面南側に位置し、住居表示が実施されている。概ね東北本線から東部幹線にかけての福島県道65号小野郡山線沿線を範囲とし、県道を境に南に一丁目、北に二丁目が設置されている。駅前の表通りにはホテル等の施設が立地し、幹線道路沿いに店舗や事務所、物流倉庫などが立ち並ぶほか、集合住宅をはじめ住宅地が広がる。芳賀に所在する郡山警察署芳賀交番、および堂前町に所在する郡山消防署本署がそれぞれ管轄にあたる。

## 世帯数と人口
2024年1月1日現在の世帯数と人口は以下の通りである。
| 町丁   | 世帯数  | 人口    |
| ------ | ------- | ------- |
| 方八町 | 836世帯 | 1,525人 |

## 小・中学校の学区
市立小・中学校に通う場合、学区は以下の通りとなる。
| 番地 | 小学校             | 中学校                 |
| ---- | ------------------ | ---------------------- |
| 全域 | 郡山市立芳賀小学校 | 郡山市立郡山第四中学校 |

## 交通

### 鉄道
JR東日本
- 東北本線
  - 郡山駅

※厳密には西隣する字内に位置する

### 道路
- 福島県道65号小野郡山線
  - 東橋
- 一級市道52号日出山久保田線（東部幹線）
- 一級市道56号赤沼方八町線

## 施設等
- ハローワーク郡山
- FSGカレッジリーグ
- 国際アート&デザイン大学校
- 国際ビューティ&フード大学校
- 国際医療看護福祉大学校
- FSG高等部
- ヨークベニマル 方八町店
- イオンタウン郡山（従業員駐車場の一部のみ）
- ホテルアルファーワン 郡山東口
- コンフォートホテル 郡山
- いわき平競輪場 郡山場外車券売場
- 鴻ノ巣公園